# Generaldurchschnitt
Der Generaldurchschnitt (kurz GD) ist ein Fachbegriff aus dem Billardsport. Er gibt die Anzahl der erreichten Punkte in Relation zu den Aufnahmen an und ist somit ein objektiver Gradmesser für die Spielstärke.

## Karambolage
Bei der Spielart Dreiband im Karambolage spielt die Weltspitze heute über ein ganzes Turnier meist einen GD zwischen 1,5 und 2,5. In einzelnen Partien ist er jedoch z. T. deutlich höher; den inoffiziellen Weltrekord hält der Belgier Eddy Merckx mit 50 Punkten in 6 Aufnahmen, was einen GD von 8,333 bedeutet (erzielt 2011 in der 1. Bundesliga Dreiband). Dabei erzielte er auch eine Höchstserie von 26 Punkten. Da offizielle Weltrekorde aber nur bei Weltmeisterschaften und Weltcup-Turnieren aufgestellt werden können, hält den offiziellen Weltrekord Frédéric Caudron aus Belgien mit 5,000 (45 Punkte in 9 Aufnahmen), aufgestellt 1998 bei einem Weltcup-Turnier im koreanischen Taegu.
In den anderen Disziplinen, in denen es leichter ist, gültige Karambolagen zu erzielen, ist der GD in der Weltspitze entsprechend deutlich höher als im Dreiband.

## Poolbillard
In der Spielart Poolbillard wird der Generaldurchschnitt in der Disziplin 14 und 1 endlos sowohl für einzelne Matches, als auch für ganze Bewerbe (Turniere, Mannschaftsmeisterschaften etc.), ausgewertet.
Bei Europameisterschaften der Herren erreichen die Medaillengewinner in der Regel einen GD zwischen 12 und 18. Im Jahre 2007 gewann der Niederländer Niels Feijen diesen Bewerb und erreichte einen GD von 23,976 über das gesamte Turnier.